# Muhammad Dandamaev
Muhammad Abdulkadyrovich Dandamaev (en ruso, Мухаммад Абдулкадырович Дандамаев; 2 de septiembre de 1928 – 28 de agosto de 2017), investigador en jefe del Instituto de Manuscritos Orientales de la Academia de Ciencias de Rusia (IOM-RAS), fue un historiador que se centró en el imperio aqueménida y de las instuciones babilñonicos durante el Primera Milenio.

## Biografía
Estudió entre 1948 y 1952 en la universidad pedagógica Pokrovski de Léningrado, y después de eso, trabajó como profesor de historia de 1952 a 1954 en Dagestán. Durante los siguientes cuatro años, Dandamaev fue candidato a doctorado mientras trabajaba en el Academia de Ciencias de Unión Soviética en Moscú. En 1959 se unió al Instituto de Estudios Orientales de Leningrado, que formaba parte de la Academia. Aprobó su tesis en 1959 y su tesis doctoral en 1975. Se beneficia de la enseñanza de prestigiosos profesores como Vasily Abaev (1900-2001) (lenguas persas), Vassili Struve (1889-1965), Igor M. Diakonoff (1915-1999) (asiriólogo), Vinnikov en Semitología, A. Popov en literatura clásica, o Aristide Dovatur. 
De 1967 a 1998, Dandamayev dirigió el Departamento de Oriente Antiguo de la rama de Leningrado del Instituto de Estudios Orientales. Fue nombrado miembro de la Academia Rusa de Ciencias en 1997 y de varias sociedades científicas así como editor de revistas especializadas. Fue autor de once libros y más de trescientas cincuenta publicaciones, algunas de las cuales han sido traducidas al inglés, para hacerlas accesibles a los académicos de habla inglesa.

## Obras
Libros
- Dandamayev, M. A. (1989). A political history of the Achaemenid empire. Leiden: Brill. ISBN 90-04-09172-6.
- M. A. Dandamayev (1992). Iranians in Achaemenid Babylonia. Mazda Publishers in association with Bibliotheca Persica. 241 páginas.
- Muhammad A. Dandamayev, Vladimir G. Lukonin (2004) : The Culture and Social Institutions of Ancient Iran. Universidad de Cambridge. 480 páginas.
- Muhammad A. Dandamayev, Marvin A. Powell, David B. Weisberg (2008). Slavery in Babylonia: From Nabopolassar to Alexander the Great (626-331 B.C.). Northern Illinois University Press. 836 páginas.
- Dandamayev M.А. Mesopotamia and Iran in the 7th-4th Centuries B.C.: Social Institutions and Ideology [Месопотамия и Иран в VII—IV вв. до н.э.: Социальные институты и идеология]. San Petersburgo: Facultad de Filología de la Universidad de San Petersburgo 2007. 512 páginas.
- Dandamayev M.A. The Babylonian Scribes [Вавилонские писцы]. Moscow, Nauka GRVL 1983.
- Dandamayev M.A. The Slavery in Babylonia during the 7th to 8th Centuries BCE (626-331) [Рабство в Вавилонии VII - IV вв. до н.э. (626 - 331 гг.)]. Moscú: Nauka GRVL Publishers 1974.
- Азиатский музей - Ленинградское отделение Института востоковедения АН СССР / Редакционная коллегия: А.П.Базиянц, Д.Е.Бертельс (отв. секретарь), Б.Г.Гафуров, А.Н.Кононов (председатель), Е.И.Кычанов, И.М.Оранский, Ю.А.Петросян, Э.Н.Тёмкин, О.Л.Фишман, А.Б.Халидов, И.Ш.Шифман. М.: «Наука», 1972.